# Lotti Ruckstuhl
Lotti Ruckstuhl, född 1901, död 1988, var en schweizisk feminist.
Hon spelade en framträdande roll i kampanjen för införandet av rösträtt för kvinnor i Schweiz, och var ordförande för Schweizerischer Verband für Frauenstimmrecht 1960-1968. 